# Білобабченко Сергій Гаврилович
Білоба́бченко Сергі́й Гаври́лович (русифікований варіант — Бєлобабков; *8 (23) вересня 1883 — †23 вересня 1965) — український драматург, актор і режисер. Член Товариства російських драматичних письменників та оперних композиторів.

## Біографія

Обкладинка п'єси «Помста жертви» (1914)

Сергій Білобабченко народився 8 (23) вересня 1883 року (за іншими даними, 10 жовтня 1883 року) в селі Виноградівка Єлисаветградського повіту (передмістя Новомиргорода; за помилковими даними — у селі Компаніївського району) в незаможній родині.
Дитиною навчився грамоти у єврея, в якого працював на лісопилці. 1900 року Білобабченко закінчив чотири класи Златопільської гімназії. Після смерті батька працював у торгівця лісоматеріалами на Привозі в Одесі. Після того, як жандарми знайшли в нього щомісячник українською мовою, за наказом градоначальника Каульбарса Білобабченко був висланий до Нововоронцовки Херсонського повіту, де одружився. Після відбуття заслання переїхав до містечка Штерівка Слов'яносербського повіту Катеринославської губернії, де працював на нафтобазі.
В 1916 році у зв'язку з мобілізацією до армії Білобабченко з родиною переїхав до Виноградівки. До 27 липня 1917 року служив у Петрограді в гвардійському екіпажі, був обраний депутатом Установчих зборів і поранений у сутичках з поліцією. Повернувшись додому, обрався головою ревкому, яким пробув до 1919 року. В 1923 році був головою розподілу землі. З 1924 по 1926 роки очолював місцевий комнезам, працював лісником.
В 1930–1941 роках проживав у Запоріжжі. Працював на будівництві Дніпрогесу, на місцевих заводах комірником, слюсарем-інструментальником. Після німецької окупації переїхав до Омська, де до 1950 року працював на авіамоторному заводі.
Помер після тривалої хвороби 23 вересня 1965 року в Омську, де й похований.

## Драматична діяльність
Сергій Білобабченко розпочав літературну діяльність на початку 1900-х років. Був автором восьми п'єс, перекладеної повісті та кількох оповідань, більшість з яких не збереглися і відомі лише за згадками в архівних документах та листах. Видання п'єс Білобабченко здійснював за власний кошт; через нестачу фінансів більшість з них так і залишились невиданими.
Брав участь в організації популярних театральних вистав за власними творами у театрі Дінерштейна в Златополі, Новомиргороді та навколишніх населених пунктах.

## Твори
| Назва                         | Рік  | Стан твору  | Відомості |
| ----------------------------- | ---- | ----------- | --- |
| Панова ласка                  | 1908 | рукопис     | Мелодрама з часів кріпацтва. |
| Тюрма за волю                 | 1909 | не зберігся | Драма з життя інтелігенції. Ставилася в Златополі та Новомиргороді 26 лютого, 23 квітня та 15 жовтня 1917 року. |
| Хапун                         | 1909 | —           | Перекладена на українську мову повість Володимира Короленка «Судний день». |
| Кулак                         | 1912 | не зберігся | П'єса |
| Помста жертви                 | 1914 | виданий     | Драма в 4-х діях і 5-ти одмінах з музикою, танцями та національними українськими весільними співами, видана в Нікополі 1914 року. Ставилася в Златополі та Новомиргороді 26 лютого, 23 квітня та 15 жовтня 1917 року. В 1929 році надіслана до Етнографічної комісії ВУАН для словника письменників. |
| Абадонна                      | 1916 | —           | П'єса |
| Свекруха                      | 1918 | не зберігся | П'єса |
| Жахлива подія за часів царату | 1936 | рукопис     | Драма про соціальні проблеми українського дореволюційного села. |
| Кривава подія                 | 1944 | не зберігся | П'єса |
| Криваві гроші                 | —    | не зберігся | Оповідання з життя погромника. |
| Байстрюк                      | —    | не зберігся | Оповідання |

## Діти
Син — Білобабченко Микола Сергійович.